# Elimination Chamber

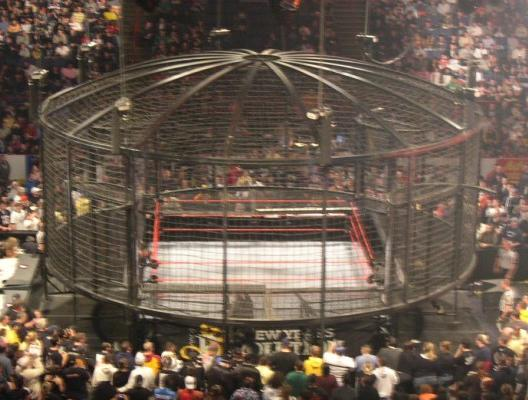
A Elimination Chamber do New Year's Revolution 2006.

A Elimination Chamber é um tipo de combate de luta livre profissional disputado na WWE. A luta foi criada por Triple H e introduzida por Eric Bischoff em novembro de 2002. É realizada dentro de uma grande estrutura circular de metal que envolve o ringue. O chão da câmara é elevado para ficar da altura do ringue, e dentro dela há quatro cabines colocadas nos quatro cantos do ringue. Embora semelhante no perfil e na natureza do Hell in a Cell, a luta Elimination Chamber é estritamente um combate de seis participantes em que dois deles começam lutando e os restantes são mantidos dentro de cada cabine e são liberados em intervalos de cinco minutos. O objetivo é eliminar todos os adversários por pinfall ou submissão. O vencedor é o último participante restante após todos os outros terem sido eliminados. Como no Hell in a Cell, as desqualificações não se aplicam.
A estrutura original tinha 16 pé (4,9 m) de altura e 36 pé (11 m) em diâmetro e pesava mais de 10
 tonelada curtas (9 100 kg), e era composta por 2 mi (3,2 km) e 6
 tonelada curtas (5 400 kg) de correntes. Já houve 20 lutas Elimination Chamber na WWE desde o início do conceito em novembro de 2002.

## Regras
O combate consiste em seis lutadores. Os quatro primeiros a entrar são confinados em câmaras individuais. Os dois restantes começam lutando. Após um determinado tempo (três, quatro ou cinco minutos), uma das câmaras é selecionada aleatoreamente e o lutador confinado ali adentra o combate. As eliminações ocorrem por pinfall e submissão apenas. O último a ficar no ringue é o vencedor.
A 5ª Elimination Chamber teve uma variação: chamada de Extreme Elimination Chamber, que ocorreu no PPV da ECW December to Dismember. Nessa variação de luta, cada cabine contava com uma “arma” que o Wrestler da cabine poderia usar durante a luta. As armas eram: uma cadeira, uma mesa, um bastão de baseball com arame e uma barra de ferro (Pé-de-cabra), chamada de Crowbar em Inglês.

## Criação
O antigo gerente geral do Raw, Eric Bischoff foi o criador deste tipo de luta, no final de 2002, combinando caracteristicas do Royal Rumble, Survivor Series e da extinta WCW War Games (Jogos de guerra) 

## Histórico
| Nº                                        | Data                    | Programa      | Vencedor       | Título                                                        | Resultado | Evento                       | Local                    | Ref.          |
| ----------------------------------------- | ----------------------- | ------------- | -------------- | ------------------------------------------------------------- | --- | ---------------------------- | ------------------------ | ------------- |
| 1                                         | 17 de novembro de 2002  | Raw           | Shawn Michaels | World Heavyweight Championship                                | Shawn Michaels derrotou Triple H (c), Booker T, Chris Jericho, Kane e Rob Van Dam | Survivor Series (2002)       | Nova Iorque, Nova Iorque | [ 6 ] [ 7 ]   |
| 2                                         | 24 de agosto de 2003    | Raw           | Triple H       | World Heavyweight Championship                                | Triple H (c) derrotou Goldberg, Chris Jericho, Shawn Michaels, Kevin Nash e Randy Orton | SummerSlam (2003)            | Phoenix, Arizona         | [ 8 ] [ 9 ]   |
| 3                                         | 9 de janeiro de 2005    | Raw           | Triple H       | World Heavyweight Championship                                | Triple H derrotou Batista, Chris Benoit, Edge, Chris Jericho vs. Randy Orton (com Shawn Michaels como o árbitro especial) | New Year's Revolution (2005) | San Juan, Porto Rico     | [ 10 ] [ 11 ] |
| 4                                         | 8 de janeiro de 2006    | Raw           | John Cena      | WWE Championship                                              | John Cena (c) derrotou Kurt Angle, Carlito, Chris Masters, Shawn Michaels e Kane | New Year's Revolution (2006) | Albany, Nova Iorque      | [ 12 ] [ 13 ] |
| 5                                         | 3 de dezembro de 2006   | ECW           | Bobby Lashley  | ECW World Championship                                        | Bobby Lashley derrotou The Big Show (c), Hardcore Holly, CM Punk, Test e Rob Van Dam | December to Dismember (2006) | Augusta, Geórgia         | [ 14 ] [ 15 ] |
| 6                                         | 17 de fevereiro de 2008 | SmackDown-ECW | The Undertaker | Luta pelo World Heavyweight Championship no WrestleMania XXIV | The Undertaker derrotou Batista, Big Daddy V, Finlay, The Great Khali e Montel Vontavious Porter | No Way Out (2008)            | Las Vegas, Nevada        | [ 16 ] [ 17 ] |
| 7                                         | 17 de fevereiro de 2008 | Raw           | Triple H       | Luta pelo WWE Championship no WrestleMania XXIV               | Triple H derrotou Jeff Hardy, Chris Jericho, John "Bradshaw" Layfield, Shawn Michaels e Umaga | No Way Out (2008)            | Las Vegas, Nevada        | [ 16 ] [ 18 ] |
| 8                                         | 15 de fevereiro de 2009 | SmackDown     | Triple H       | WWE Championship                                              | Triple H derrotou Edge (c), The Big Show, Jeff Hardy, Vladimir Kozlov e The Undertaker | No Way Out (2009)            | Seattle, Washington      | [ 19 ] [ 20 ] |
| 9                                         | 15 de fevereiro de 2009 | Raw           | Edge           | World Heavyweight Championship                                | Edge derrotou John Cena (c), Chris Jericho, Kane, Mike Knox e Rey Mysterio | No Way Out (2009)            | Seattle, Washington      | [ 19 ] [ 21 ] |
| 10                                        | 21 de fevereiro de 2010 | Raw           | John Cena      | WWE Championship                                              | John Cena derrotou Sheamus (c), Triple H, Randy Orton, Ted DiBiase e Kofi Kingston | Elimination Chamber (2010)   | St. Louis, Missouri      | [ 22 ] [ 23 ] |
| 11                                        | 21 de fevereiro de 2010 | SmackDown     | Chris Jericho  | World Heavyweight Championship                                | Chris Jericho derrotou The Undertaker (c), R-Truth, John Morrison, Rey Mysterio e CM Punk | Elimination Chamber (2010)   | St. Louis, Missouri      | [ 23 ] [ 24 ] |
| 12                                        | 20 de fevereiro de 2011 | SmackDown     | Edge           | World Heavyweight Championship                                | Edge (c) derrotou Drew McIntyre, Rey Mysterio, Kane, Wade Barrett e Big Show | Elimination Chamber (2011)   | Oakland, Califórnia      | [ 25 ]        |
| 13                                        | 20 de fevereiro de 2011 | Raw           | John Cena      | Luta pelo WWE Championship no WrestleMania XXVII              | John Cena derrotou Sheamus, CM Punk, Randy Orton, John Morrison e R-Truth | Elimination Chamber (2011)   | Oakland, Califórnia      | [ 26 ]        |
| 14                                        | 19 de fevereiro de 2012 | Raw           | CM Punk        | WWE Championship                                              | CM Punk (c) derrotou Dolph Ziggler, Chris Jericho, R-Truth, The Miz e Kofi Kingston | Elimination Chamber (2012)   | Milwaukee, Wisconsin     | [ 27 ]        |
| 15                                        | 19 de fevereiro de 2012 | SmackDown     | Daniel Bryan   | World Heavyweight Championship                                | Daniel Bryan (c) derrotou Cody Rhodes, Santino Marella, Big Show, The Great Khali e Wade Barrett | Elimination Chamber (2012)   | Milwaukee, Wisconsin     | [ 28 ]        |
| 16                                        | 17 de fevereiro de 2013 | Raw-SmackDown | Jack Swagger   | Luta pelo World Heavyweight Championship no WrestleMania 29   | Jack Swagger derrotou Chris Jericho, Mark Henry, Kane, Randy Orton e Daniel Bryan | Elimination Chamber (2013)   | Nova Orleãs, Luisiana    | [ 29 ]        |
| 17                                        | 23 de fevereiro de 2014 | Raw-SmackDown | Randy Orton    | WWE World Heavyweight Championship                            | Randy Orton (c) derrotou John Cena, Daniel Bryan, Sheamus, Christian e Cesaro | Elimination Chamber (2014)   | Minneapolis, Minnesota   | [ 30 ]        |
| 18                                        | 31 de maio de 2015      | Raw-SmackDown | The New Day    | WWE Tag Team Championship                                     | The New Day (Big E, Kofi Kingston e Xavier Woods) (c) derrotou The Prime Time Players (Titus O'Neil e Darren Young), The Ascension (Konnor e Viktor), Los Matadores (Diego e Fernando), The Lucha Dragons (Kalisto e Sin Cara) e Tyson Kidd e Cesaro | Elimination Chamber (2015)   | Corpus Christi, Texas    | [ 31 ]        |
| 19                                        | 31 de maio de 2015      | Raw-Smackdown | Ryback         | WWE Intercontinental Championship                             | Ryback derrotou Sheamus, Dolph Ziggler, R-Truth, King Barrett e Mark Henry | Elimination Chamber (2015)   | Corpus Christi, Texas    | [ 31 ]        |
| 20                                        | 12 de fevereiro de 2017 | SmackDown     | Bray Wyatt     | WWE Championship                                              | Bray Wyatt derrotou John Cena (c), AJ Styles, Baron Corbin, The Miz e Dean Ambrose | Elimination Chamber (2017)   | Phoenix, Arizona         | [ 32 ]        |
| (c) – refere-se ao campeão antes da luta. |                         |               |                |                                                               | |                              |                          |               |